# 昌江石斛
昌江石斛（学名：Dendrobium changjiangense）为兰科石斛属下的一个种。

## 扩展阅读
- 維基物種上的相關：昌江石斛